# Kendall Ellis
Kendall Ellis (ur. 8 marca 1996 w Pembroke Pines) – amerykańska lekkoatletka, sprinterka.
W 2015 sięgnęła po złoto i brąz mistrzostw panamerykańskich juniorów w Edmonton. Złota medalistka mistrzostw świata w Londynie (2017) i Doha (2019). W 2021 zdobyła złoto i brąz w biegach sztafetowych podczas igrzysk olimpijskich w Tokio.
Stawała na podium mistrzostw USA.
Złota medalistka mistrzostw NCAA.

## Osiągnięcia
| Rok  | Impreza                              | Miejsce  | Konkurencja             | Lokata     | Wynik           |
| ---- | ------------------------------------ | -------- | ----------------------- | ---------- | --------------- |
| 2015 | Mistrzostwa panamerykańskie juniorów | Edmonton | bieg na 400 metrów      | 3. miejsce | 52,81           |
| 2015 | Mistrzostwa panamerykańskie juniorów | Edmonton | sztafeta 4 × 400 metrów | 1. miejsce | 3:31,49         |
| 2017 | Mistrzostwa świata                   | Londyn   | bieg na 400 metrów      | eliminacje | 52,18           |
| 2017 | Mistrzostwa świata                   | Londyn   | sztafeta 4 × 400 metrów | 1. miejsce | 3:19,02 (elim.) |
| 2019 | Mistrzostwa świata                   | Doha     | bieg na 400 metrów      | półfinał   | 51,58           |
| 2019 | Mistrzostwa świata                   | Doha     | sztafeta 4 × 400 metrów | 1. miejsce | 3:18,92 (elim.) |
| 2021 | Igrzyska olimpijskie                 | Tokio    | sztafeta mieszana       | 3. miejsce | 3:10,22         |
| 2021 | Igrzyska olimpijskie                 | Tokio    | sztafeta 4 × 400 metrów | 1. miejsce | 3:16,85 (elim.) |
| 2022 | Mistrzostwa świata                   | Eugene   | bieg na 400 metrów      | eliminacje | 52,55           |
| 2024 | World Athletics Relays               | Nassau   | sztafeta mieszana       | 1. miejsce | 3:10,73         |
| 2024 | Igrzyska olimpijskie                 | Paryż    | bieg na 400 metrów      | półfinał   | 50,40           |

## Rekordy życiowe
- Bieg na 200 metrów – 22,59 (2023)
- Bieg na 400 metrów (stadion) – 49,46 (2024)
- Bieg na 400 metrów (hala) – 50,34 (2018)